# Duane Allman
Howard Duane Allman (20. listopadu 1946 Nashville, Tennessee – 29. října 1971 Macon, Georgie) byl americký kytarista, zpěvák a skladatel. Svou kariéru zahájil na počátku šedesátých let a vystupoval převážně ve skupinách, kde s ním působil i jeho mladší bratr Gregg Allman. V roce 1971 společně založili skupinu The Allman Brothers Band, která v činnosti pokračovala i po Allmanově smrti v roce 1971. Zemřel při nehodě na motocyklu ve věku čtyřiadvaceti let. Rovněž působil jako studiový hudebník; hrál na nahrávkách mnoha hudebníků, mezi které patří například Boz Scaggs, Wilson Pickett, Otis Rush, Barry Goldberg, Aretha Franklinová či Laura Nyro. Hudební časopis Rolling Stone jej v roce 2003 zařadil na druhé místo, hned za Jimiho Hendrixe, v žebříčku 100 nejlepších kytaristů všech dob.